# Cecil Harcourt Smith

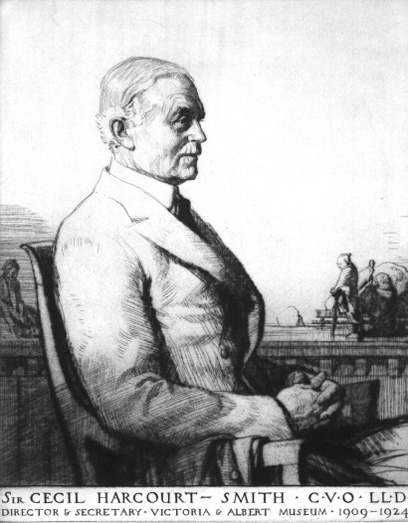
Cecil Harcourt Smith

Cecil Harcourt Smith (* 11. September 1859 in Staines, Middlesex; † 27. März 1944 in Stoatley, Bramley, Surrey) war ein englischer Klassischer Archäologe.

## Leben
Der Sohn eines Anwalts wurde am Winchester College erzogen und arbeitete seit 1879 an der Abteilung für griechische und römische Altertümer des British Museums. Von 1895 bis 1897 ordnete ihn das Museum nach Athen ab, wo er als Direktor die British School at Athens neu organisierte. 1904 wurde Smith Keeper of Greek and Roman Antiquities (Leiter der Abteilung für griechische und römische Altertümer) am Britischen Museum, von 1909 bis zu seiner Pensionierung 1924 war er Direktor des Victoria and Albert Museums in London.

## Schriften (Auswahl)
- The Collection of J. Pierpont Morgan. 1913.
- The Art Treasures of the Nation. 1929.
- mit George Augustin Macmillan: The Society of Dilettanti: Its Regalia and Pictures. Macmillan, London 1932.